# Ryan Paevey
Ryan Jacob Paevey-Vlieger, meglio noto come Ryan Paevey (Torrance, 24 settembre 1984) è un attore statunitense, conosciuto per il ruolo di Nathan West nella soap opera della ABC General Hospital.

## Carriera
Dal 2013 al 2018 ha interpretato Nathan West nella soap opera General Hospital. Dal 2016 è entrato a far parte del circuito dei film romantici Hallmark diventando molto popolare per aver interpretato Donovan Darcy nel film TV del 2016 Amore, orgoglio e pregiudizio e il suo sequel del 2018 Un matrimonio da sogno. Sempre per Hallmark Channel ha girato altri film come Natale al Plaza, Un Natale senza tempo e Un amore da copione.
Ha anche fatto apparizioni come guest star nelle serie televisive Hollywood Heights e Games People Play.
Ha iniziato come modello ma ha anche lavorato in video musicali come Sex Therapy di Robin Thicke, Hands Tied di Toni Braxton e Your Body di Christina Aguilera.
Ritorna nella soap General Hospital nel 2025. 

## Filmografia

### Cinema
- The Rental, regia di Mike Campbell e Todd Johnson (2012)

### Televisione
- The Client List - Clienti speciali (The Client List) – serie TV, episodio 2x10 (2013)
- General Hospital – soap opera, 284 episodi (2013-2018)
- Amore, orgoglio e pregiudizio (Unleashing Mr. Darcy), regia di David Winning – film TV (2016)
- Intrappolata in casa (Locked In), regia di Damián Romay – film TV (2017)
- Il frutto dell'amore (Harvest Love), regia di Christie Will – film TV (2017)
- Un matrimonio da sogno (Marrying Mr. Darcy), regia di Steven R. Monroe – film TV (2018)
- Pagine d'amore a Natale (Hope at Christmas), regia di Alex Wright – film TV (2018)
- From Friend to Fiancé, regia di Andrew Cymek – film TV (2019)
- Games People Play – serie TV, episodi 1x01-1x02-1x04 (2019)
- Un ranch per due (Summer Romance), regia di David Winning – film TV (2019)
- Natale al Plaza (Christmas at the Plaza), regia di Ron Oliver – film TV (2019)
- Anime gemelle (Matching Hearts), regia di Siobhan Devine – film TV (2020)
- Un Natale senza tempo (A Timeless Christmas), regia di Ron Oliver – film TV (2020)
- Corso per cuori infranti (Don't Go Breaking My Heart), regia di Terry Ingram – film TV (2021)
- Un amore da copione (A Little Daytime Drama), regia di Heather Hawthorn-Doyle – film TV (2021)
- Una famiglia per Natale (Coyote Creek Christmas), regia di David I. Strasser – film TV (2021)
- Two Tickets to Paradise, regia di Dustin Rikert – film TV (2022)
- Come una favola (A Fabled Holiday), regia di Ruby J. Munro - film TV (2023)

## Doppiatori italiani
- Ruggero Andreozzi in Corso per cuori infranti
- Marco Vivio in Natale al Plaza, Un Natale senza tempo
- Federico Di Pofi in Pagine d'amore a Natale